# Брадавичест тритон
Брадавичестият тритон (Paramesotriton chinensis) е вид земноводно от семейство Саламандрови (Salamandridae).

## Разпространение
Видът е разпространен в Китай.